# Tadeusz Płoski
Tadeusz Płoski  (Lidzbark Warmiński, 9 mars 1956 - Smolensk, 10 avril 2010) est un évêque polonais. Il fut ordonné prêtre en 1982 et nommé évêque militaire de Pologne en 2004. En 2006, il est nommé comme generalmajor dans l'armée polonaise. Płoski est mort dans l'accident de l'avion présidentiel polonais à Smolensk.

## Distinctions
- Grand officier de l'ordre du Mérite du Portugal